# Teine (Berg)
Der Teine (jap. 手稲山, Teine-yama) ist ein Berg auf der japanischen Insel Hokkaidō. Er ist 1023,1 m hoch und befindet sich auf dem Stadtgebiet von Sapporo, etwa 15 km westlich vom Stadtzentrum. An der Nordseite wurde einst Bergbau betrieben, während heute vor allem das Wintersportgebiet Sapporo Teine von Bedeutung ist.

## Geologie und Topografie
Beim Teine handelt es sich um einen vor Jahrmillionen erloschenen Vulkan, der zum Nasu-Vulkangürtel gehört. Er liegt zwischen der Ishikari-Ebene im Norden und dem oberen Toyohira-Tal im Süden; dabei schirmt er Sapporos Stadtzentrum gegen Westen hin ab. Über den Gipfel verläuft die Grenze zwischen den Stadtbezirken Teine-ku und Nishi-ku. Es gilt als gesichert, dass der Teine seit dem Pliozän nicht mehr aktiv war, also seit mindestens 2,6 Millionen Jahren. Vorherrschende Gesteine sind Andesit, Schiefer und Tuffstein. Westlich des Gipfels erstrecken sich Grate, im Norden und Süden fallen steile Felswände ab. Vermutlich befand sich unterhalb der nördlichen Felswand ein Vulkankrater. Die Ostflanke ist sanft abfallend, was auf einen Lavastrom schließen lässt.
Der Name des Berges ist abgeleitet vom Wort teyne-i in der Ainu-Sprache, was mit „Moor“ oder „nasse Stelle“ übersetzt werden kann. Er bezieht sich dabei auf die früheren Feuchtgebiete am Nordfuß des Berges.

## Bergbau
Seit der Meiji-Zeit gab es am Hoshioki-Bach, der an der Nordseite des Teine entspringt und Sapporo von der Nachbarstadt Otaru trennt, wiederholt Funde von Goldstaub. Um 1890 stieß ein Landwirt auf eine kleine Goldader. Anschließende Versuche des kommerziellen Abbaus waren aufgrund zu geringer Erträge zunächst nicht erfolgreich. 1928 erwarb Hiroshi Shozaburo die Schürfrechte und eröffnete ein Jahr später am Takinozawa, einem in den Hoshioka mündenden Bach, das Teine-Bergwerk. Mitsubishi Mining (heute Mitsubishi Materials) übernahm es im Jahr 1935. Neben Gold und Silber wurden vor allem Kupfer und Zink abgebaut. Der Abtransport erfolgte mittels Seilbahn zum Bahnhof Teine. Vor allem während des Pazifikkriegs hatte das Bergwerk eine große Bedeutung.
Nach Kriegsende nahm die Fördermenge mangels Nachfrage markant ab. Mitsubishi sah sich gezwungen, die Belegschaft bis 1947 auf einen Drittel zu reduzieren. 1954 übernahm Arakawa Mining den immer kleiner werdenden Betrieb und beschränkte sich auf den Abbau von hochgradigem Erz. Dieses war jedoch bald erschöpft und das Bergwerk wurde 1961 an Chitose Mining verkauft, welches nun das minderwertige Erz abbaute. Schließlich musste das Bergwerk im Jahr 1971 endgültig geschlossen werden.
Verschiedene Mineralien wurden im Bergwerk entdeckt, darunter das nach dem Teine-Bergwerk benannte Teineit im Jahr 1939 und Watanabeit im Jahr 1992.

## Sport und Freizeit
Am Ende der Meiji-Zeit entstand ein Bergwanderweg bis auf den Gipfel. 1926 errichtete der Wintersportclub der Universität Hokkaidō nach Plänen des Schweizer Architekten Max Hinder die Paradies-Hütte (パラダイス・ヒュッテ, Paradaisu hyutte), die erste umfassend ausgestattete Skihütte Japans. Sie wurde 1978 geschlossen, 1994 aber originalgetreu instand gesetzt und wiedereröffnet. Der Mitsubishi-Konzern eröffnete 1965 das Wintersportgebiet Teine Olympia, hinzu kamen ein Golfplatz und ein kleiner Vergnügungspark. Am Teine fanden im Rahmen der der Olympischen Winterspiele 1972 Wettbewerbe im Bobfahren, Rennrodeln und alpinen Skilauf statt. Im oberen Teil des Bergs nahm der Papierkonzern Ōji Seishi 1974 das Wintersportgebiet Teine Highland in Betrieb. 1999 musste Teine Olympia den Betrieb einstellen, wurde aber drei Jahre später von Kamori Kankō erworben. Dieses Tourismusunternehmen erwarb auch Teine Highland und verband beide Gebiete mit einer neuen Gondelbahn. Seit 2005 werden Highland und Olympia gemeinsamen als Sapporo Teine vermarktet.

## Sendeanlagen
Aufgrund der idealen Lage hoch über der Ishikari-Ebene ist das Gipfelplateau der Standort mehrerer Sendeanlagen. Im Dezember 1956 installierte Hokkaido Broadcasting die erste Rundfunkantenne Japans auf einem Berggipfel, dies in Konkurrenz zu dem damals im Bau befindlichen, aber deutlich tiefer gelegenen Fernsehturm Sapporo. Am 1. April 1957 wurden hier erstmals Fernsehprogramme ausgestrahlt. Später errichteten NHK Sapporo und Sapporo Television Broadcasting, mehrere Radiostationen, das MLIT und die nationale Polizeibehörde ebenfalls Sendeanlagen auf dem Teine, während die Universität Hokkaidō eine Wetterstation in Betrieb nahm.

## Bilder

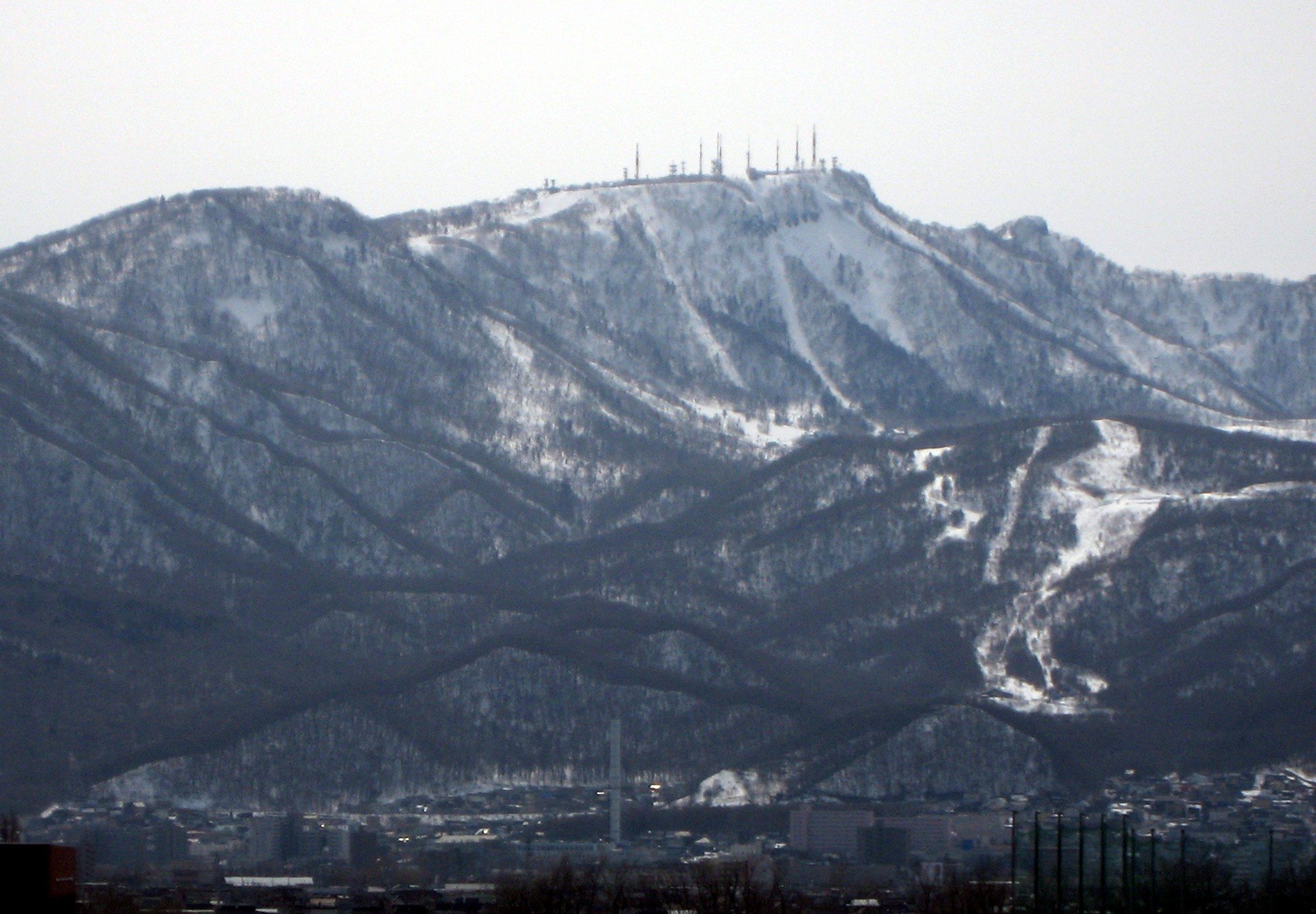
Ansicht von Norden her
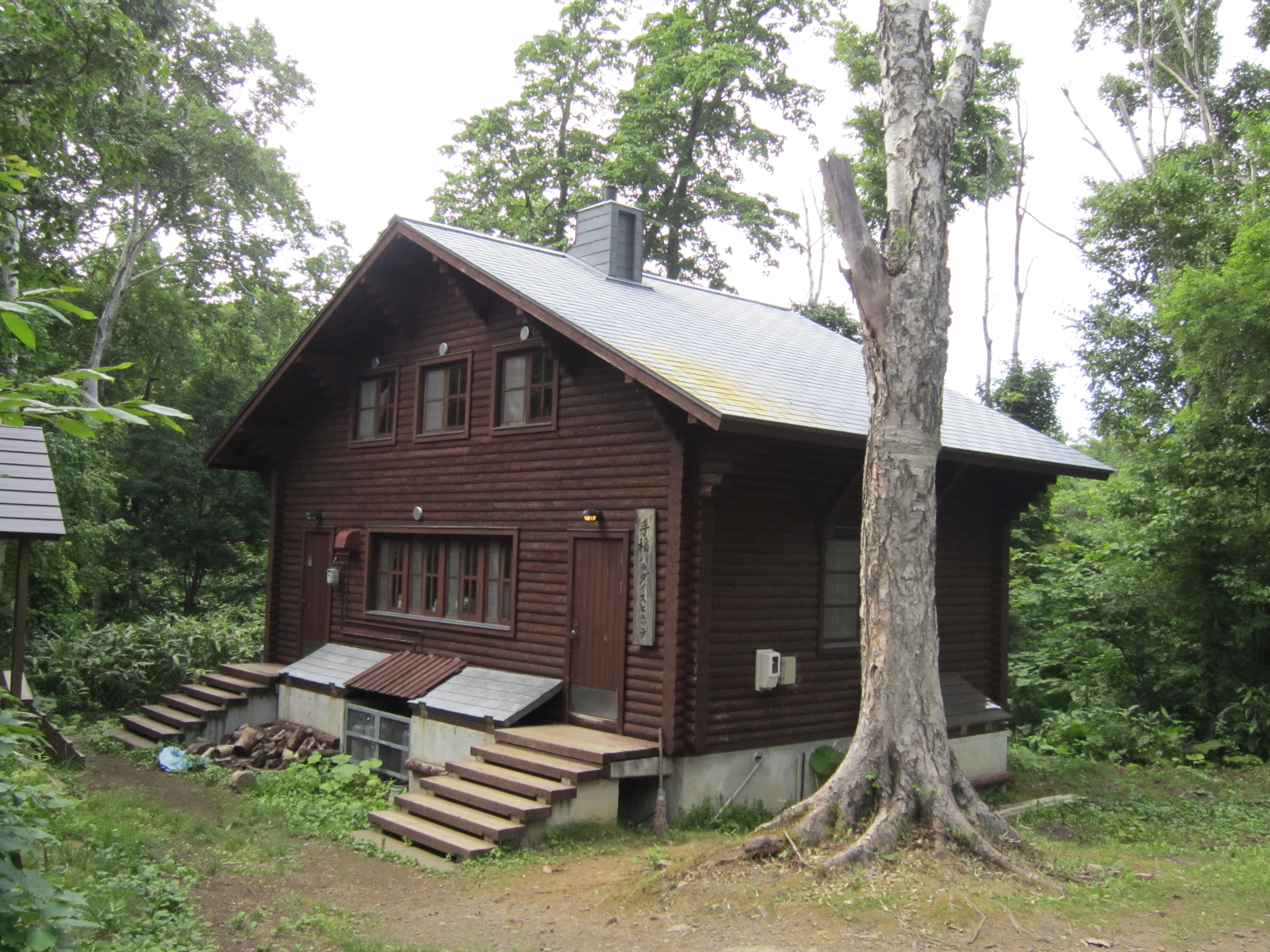
Paradies-Hütte
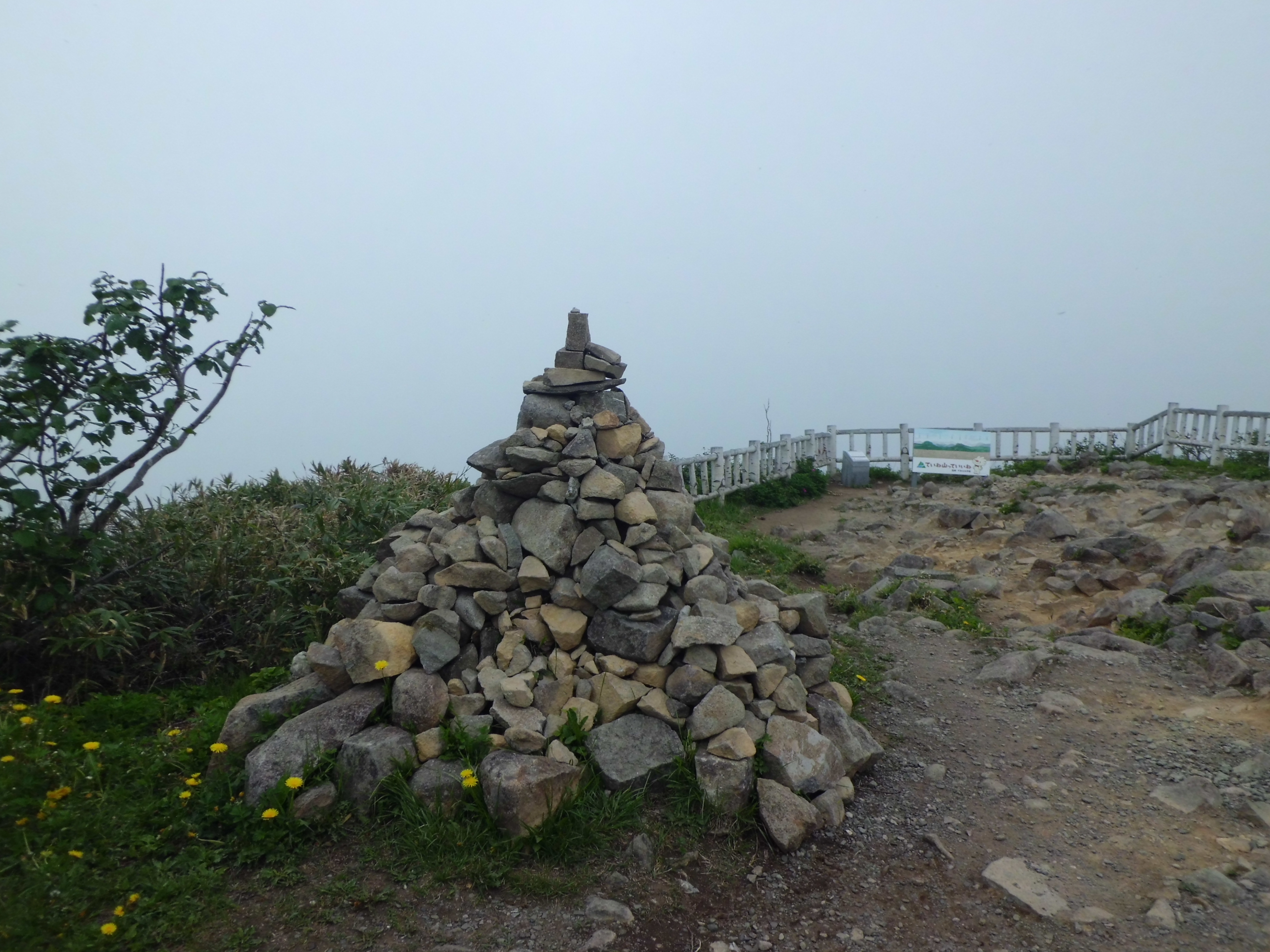
Steinhaufen auf dem Gipfel
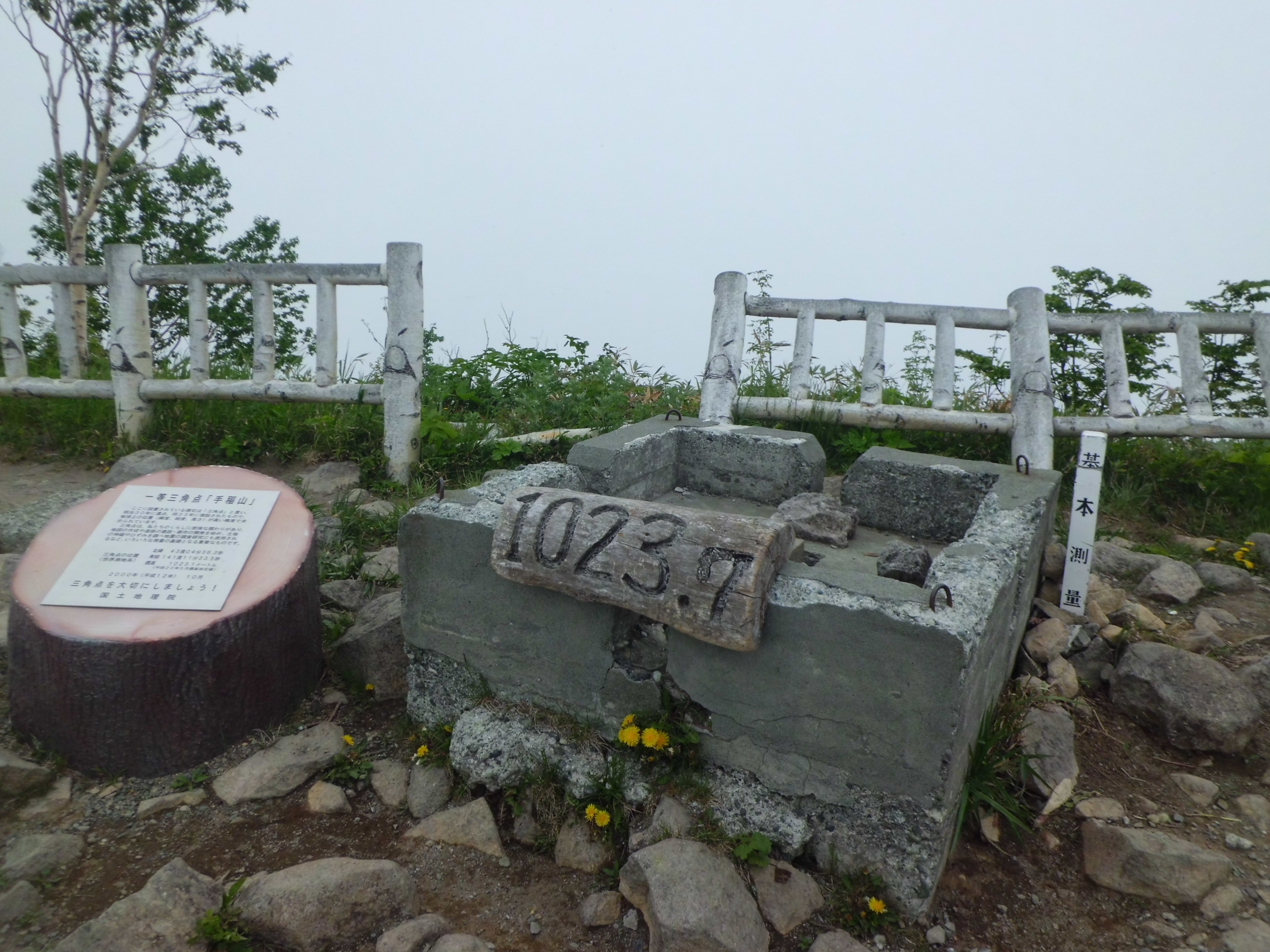
Triangulationspunkt
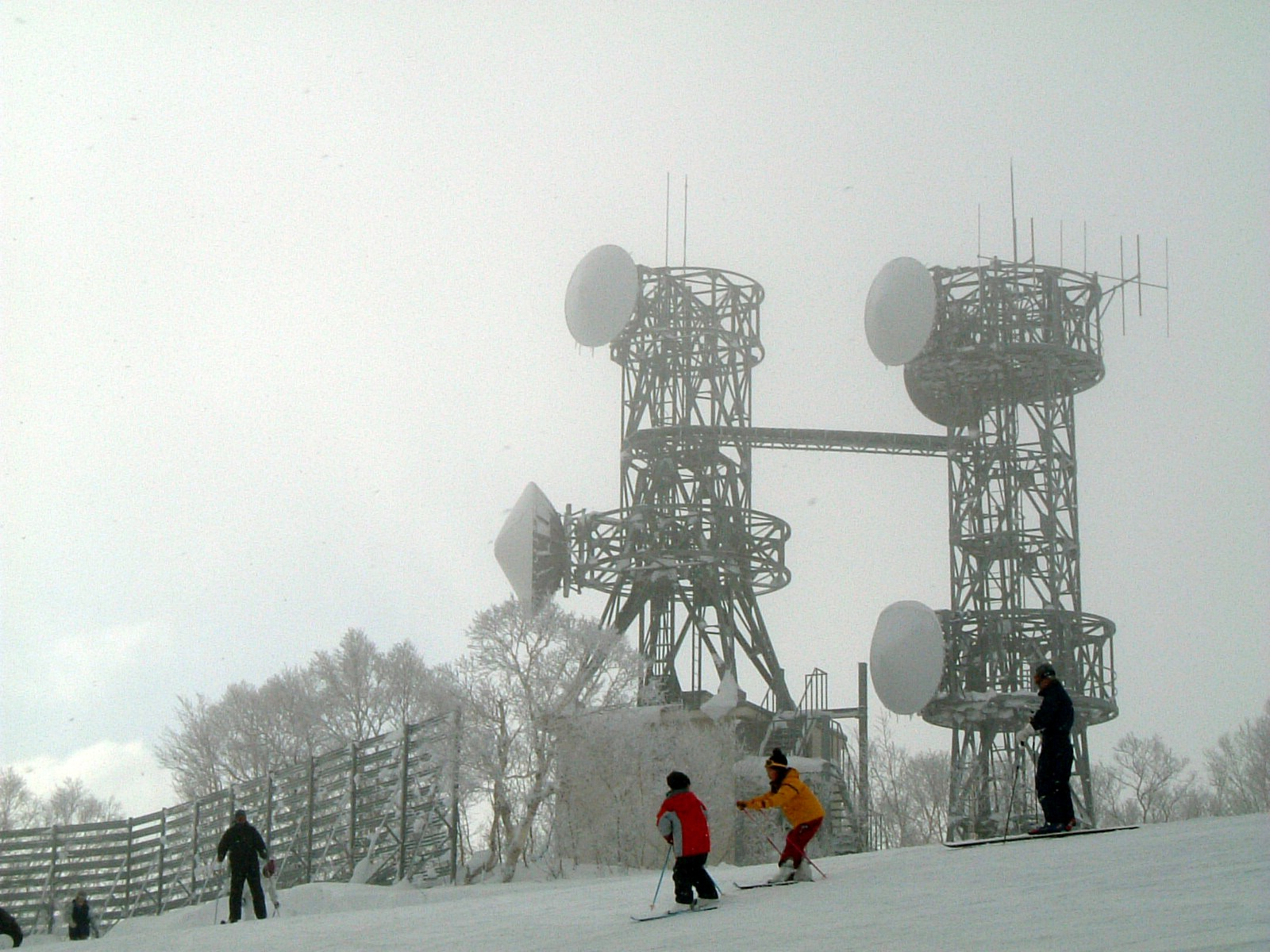
Sendeanlagen